# 格林內爾島
格林內爾島（英語：Grinnell Island）是南極洲的島嶼，長1公里，處於查普爾島以南，屬於多諾萬群島的一部分，根據美國海軍拍攝的空中照片繪入地圖，現時由南極條約體系管理。